# Эрик Кристофферсен Датский
Эрик Кристофферсен Датский (около 1307 — около 1332, Киль, Гольштейн-Глюкштадт) — король Дании в 1321–1326 годах и с 1329 года до своей смерти. Сын короля Кристофера II и Евфимии Померанской.

## Биография
Эрик был старшим сыном короля Кристофора II и Евфимии Померанской. В 1321 году был избран королём и коронован вместе со своим отцом в качестве младшего соправителя 15 августа 1324 года. В 1325 году был взят в плен графами Гольштейнскими и их союзниками и помещён в замок Хадерслева. Его отец был вынужден отречься от престола и отправиться в изгнание, в то время как 12-летний герцог Вальдемар из Южной Ютландии был назначен королём Дании с графом Герхардом III Гольштейнским в качестве регента. После периода хаоса в «республике магнатов» Дании, король Кристофер был восстановлен в качестве марионеточного монарха в 1329 году с помощью своего сводного брата графа Иоганна III. Эрик был освобождён в 1330 году при условии, что он женится на Елизавете Гольштейн-Рендсбургской, вдовствующей герцогине Саксен-Лауэнбургской и сестре врага своего отца, графа Герхарда III. Брак был бездетен и расторгнут уже в следующем году, когда между его отцом и графом Иоганном III и его зятем Герхардом III снова разразилась война.
Эрик погиб ещё при жизни отца. 30 ноября 1331 года Эрик потерпел поражение в битве при Даневирке, но ему удалось бежать в Киль, где он умер от ран спустя несколько месяцев: либо в конце 1331 года, либо в начале 1332 года. Эрик был похоронен в аббатстве Сорё, но позже его останки были перевезены в церковь Святого Бендта. После смерти его отца в том же году, Дания формально перестала быть королевством, и в течение следующих восьми лет управлялась Гольштейнами. Его младший брат позже вернул Данию Эстридсенам и стал королём Вальдемаром IV.